# Franck Perera
Franck Perera (Montpellier, 21 de marzo de 1984) es un piloto de automovilismo francés.
Inicia su carrera profesional en su debut en Fórmula Renault 2000 italiana con la escudería Prema Powerteam en el año 2002, consigue 2 podios y termina 8.º al finalizar la temporada. Un año después continúa en la misma categoría nuevamente en Prema, en esta oportunidad logra 7 pole position, 5 victorias y 8 podios que le dan el título de campeón de Fórmula Renault Italiana. Para 2004 y 2005 compite para Prema en Fórmula 3 Euroseries quedando 8.º y 4.º respectivamente.
En 2006 debuta en la categoría GP2 Series -antesala de Fórmula 1- con la escudería francesa DAMS, Perera sólo logra sumar 8 puntos que lo dejan en el puesto 17.º. Para 2007 participa en la Champ Car.
En 2010 disputa la temporada con el CR Flamengo, Girondins de Burdeos y Olympique de Lyon en la Superleague Fórmula. Donde destaca un 2.º puesto en su primera carrera de la temporada.
En julio de 2021 en las 24 Horas de Spa Perera choco una de las barreras con su Lamborghini Huracán y después es chocado por los pilotos Jack Aitklen Kevin Estre y Davide Rigon el Lamborghini quedó sin parte delantera y trasera. sin embargo. Perera salió ileso de su automóvil sin ninguna lesión. 

## Resultados

### GP2 Series
(Clave) (negrita indica pole position) (cursiva indica vuelta rápida puntuable)

| Año  | Escudería          | 1   | 1   | 2   | 2   | 3   | 3   | 4   | 4   | 5   | 5   | 6   | 6   | 7   | 7   | 8   | 8   | 9   | 9   | 10  | 10  | 11  | 11  | Pos. | Puntos | Ref.  |
| ---- | ------------------ | --- | --- | --- | --- | --- | --- | --- | --- | --- | --- | --- | --- | --- | --- | --- | --- | --- | --- | --- | --- | --- | --- | ---- | ------ | ----- |
| 2006 | DAMS               | VAL | VAL | IMO | IMO | NÜR | NÜR | BAR | BAR | MON | MON | SIL | SIL | MAG | MAG | HOC | HOC | BUD | BUD | EST | EST | MNZ | MNZ | 16.º | 8      | [ 1 ] |
| 2006 | DAMS               | 11  | 14  | Ret | 14  | Ret | 15  | 13  | Ret | 2   | 2   | Ret | 10  | Ret | 12  | 14  | 11  | 9   | Ret | 12  | 8   | 15† | 15† | 16.º | 8      | [ 1 ] |
| 2009 | David Price Racing | BAR | BAR | MON | MON | EST | EST | SIL | SIL | NÜR | NÜR | BUD | BUD | VAL | VAL | SPA | SPA | MNZ | MNZ | ALG | ALG |     |     | 28.º | 0      | [ 2 ] |
| 2009 | David Price Racing |     |     |     |     |     |     |     |     | Ret | 16  | EX  | 18  | 15  | 16† | DNQ | DNQ |     |     |     |     |     |     | 28.º | 0      | [ 2 ] |